# Рпень
Рпень — река во Владимирской области России, левый приток Клязьмы (бассейн Волги). Длина — 44 км, площадь водосбора — 273 км².

## География
Рпень вытекает из верхового болота на территории урочища Рославское близ села Тарбаево Суздальского района Владимирской области. Протекает по территории Суздальского района и города Владимира и впадает в Клязьму на 285-м километре. Является рыбохозяйственным водоёмом и источником водоснабжения для расположенных в её водоохранной и прибрежной зонах сельскохозяйственных и промышленных предприятий.
В верхнем течении Рпень протекает среди открытых берегов, в отдельных местах покрытых зарослями кустарника и ивняка, пойма реки залужённая. В селе Овчухи на реке создано водохранилище. Ширина русла в районе коллективных садов выше автомагистрали Москва — Нижний Новгород достигает 25 м, глубина на отдельных участках — более 2 м.
По территории Владимира протекает на протяжении семи километров, границу города пересекает в районе комбината «Тепличный», где на реке сооружена плотина. Жилые кварталы к реке почти нигде не подходят, за исключением небольшой территории бывшего Красного села на левом берегу и окраины улицы 16 Лет Октября на правом, расположенной на месте выселка из горевшего в 1869 году Красного села.
В нижнем течении на берегах и в пойме Рпени расположены оказывающие большое влияние на состояние реки крупные предприятия (заводы «Точмаш» и «Автоприбор», «Полимерсинтез», химический завод, ТЭЦ, предприятия стройиндустрии). Ширина реки в пределах города составляет 6—7 м, глубина менее 1 м, вода мутная, вода и берега загрязнены промышленным и бытовым мусором. В районе устья ширина русла возрастает до 20 м.
Русло реки неоднократно меняло своё положение. На картах XVIII века наблюдается бифуркация русла — разветвление на два рукава, в один из которых впадала Лыбедь. В первой половине XX века устье Рпени находилось в 3,5 км выше по течению Клязьмы, чем сейчас, поскольку при строительстве ТЭЦ и новых корпусов химзавода был изменено направление течения реки и место её впадения в Клязьму, а параллельно старому руслу и частично по нему был прорыт канал, подающий воду на ТЭЦ.

## Притоки
Основные притоки Рпени — Содышка (впадает на 18 км от устья), Сдеришка, Исахра. На территории Владимира протекает правый приток — река Почайна (Почайка) длиной 3,5 км. Её исток расположен в районе 1-го Коллективного проезда, почти на всём своём протяжении Почайна заключена в коллектор, открывающийся в Рпень. В естественном русле протекает на протяжении 0,9 км в районе так называемого Собачьего посёлка. Названия рек Почайна и Рпень (также как и имя ещё одной владимирской реки — Лыбеди, до середины XX века являвшейся правым притоком Рпени), перенесены в XII веке из Киева (Ирпень, Почайна и Лыбедь — правые притоки Днепра).

## История
Населённые пункты в бассейне Рпени известны с древности, среди них сёла Красное, Горицы (бывшее вотчиной Рождественского монастыря), Овчухи (бывшее вотчиной Дмитриевского собора), деревня Фалелеевка (Боголюбка), сельцо Сущёво. К древнейшим землевладельцам Порпенья относился Фёдоровский монастырь неподалёку от Красного села, основанный в XII веке Андреем Боголюбским и исчезнувший в XVIII веке.
Местность в долине Рпени в документах начала XVII века упоминается под названием Кузянка, которое может быть связано с древней формой названия реки, имеющей финно-угорское происхождение (на эрзянском языке слово куз, а на финском kuuset означает «ель», что косвенно свидетельствует о том, что река протекала среди хвойного леса и сам город Владимир в древности был окружён дремучими лесами). Позднее название Кузянка (Кузячка, Кузявка) перешло к оврагу.
30 апреля 1981 года в ходе земляных работ при подготовке площадки для строительства механосборочного цеха тракторного завода на правом высоком берегу Рпени была обнаружена стоянка первобытного человека эпохи палеолита, названная Русанихой. В культурном слое стоянки найдено большое количество каменных орудий труда, схожих с теми, что были найдены на стоянке Сунгирь, расположенной в 8 километрах к востоку от Русанихи. Среди обнаруженных костей животных преобладали останки мамонта. По предположению учёных, Русаниха была временным лагерем охотников на мамонтов, а Сунгирь — их базовой стоянкой.

## Экологическое состояние
Данные гидрохимического мониторинга, проводившегося в конце 1990-х годов, показали значительное ухудшение качества воды реки Рпень в черте города Владимира и максимальное загрязнение в месте впадения в Клязьму. Уровень загрязнения характеризуется превышением ПДК для водохозяйственных водоёмов в 80—100 раз по меди, 2—30 раз по цинку, в 8—15 раз по железу (III). Класс качества воды меняется от 2—3 за пределами Владимира до 4—5 в черте города и устье реки.